# 武宣镇
武宣镇，是中华人民共和国广西壮族自治区来宾市武宣县下辖的一个乡镇级行政单位。

## 行政区划
武宣镇下辖以下地区：
城东社区、城西社区、城南社区、城北社区、城中社区、南河社区、洪狮村、大岭村、清水村、长寿村、草厂村、大禄村、武南村、武北村、陈家岭村、马步村、雅村、官禄村、统安村、回龙村、桥巩村、河耀村和对河村。